# Lijst van voetbalinterlands Antigua en Barbuda - Jamaica
Deze lijst van voetbalinterlands is een overzicht van alle officiële voetbalwedstrijden tussen de nationale teams van Antigua en Barbuda en Jamaica. De landen speelden tot op heden twaalf keer tegen elkaar. De eerste ontmoeting, een kwalificatiewedstrijd voor de Caribbean Cup 1989, werd gespeeld in Saint John's op 23 april 1989. Het laatste duel, een groepswedstrijd tijdens de CONCACAF Nations League 2019/20, vond plaats op 15 november 2019 in Saint John's.

## Wedstrijden
| №  | Plaats         | Datum            | Competitie                      | Wedstrijd                    | Uitslag |
| -- | -------------- | ---------------- | ------------------------------- | ---------------------------- | ------- |
| 1  | Saint John's   | 23 april 1989    | Caribbean Cup 1989 kwalificatie | Antigua en Barbuda − Jamaica | 1 − 0   |
| 2  | Saint John's   | 3 december 1995  | Vriendschappelijk               | Antigua en Barbuda − Jamaica | 1 − 2   |
| 3  | Saint John's   | 8 juli 1997      | Caribbean Cup 1997              | Antigua en Barbuda − Jamaica | 0 − 2   |
| 4  | Port of Spain  | 29 juli 1998     | Caribbean Cup 1998              | Jamaica − Antigua en Barbuda | 1 − 0   |
| 5  | Rivière-Pilote | 27 november 2010 | Caribbean Cup 2010              | Jamaica − Antigua en Barbuda | 3 − 1   |
| 6  | Saint John's   | 12 juni 2012     | WK 2014 kwalificatie            | Antigua en Barbuda − Jamaica | 0 − 0   |
| 7  | Kingston       | 16 oktober 2012  | WK 2014 kwalificatie            | Jamaica − Antigua en Barbuda | 4 − 1   |
| 8  | Montego Bay    | 14 november 2014 | Caribbean Cup 2014              | Jamaica − Antigua en Barbuda | 3 − 0   |
| 9  | Kingston       | 25 maart 2018    | Vriendschappelijk               | Jamaica − Antigua en Barbuda | 1 − 1   |
| 10 | Saint John's   | 29 april 2018    | Vriendschappelijk               | Antigua en Barbuda − Jamaica | 0 − 2   |
| 11 | Montego Bay    | 7 september 2019 | CONCACAF Nations League 2019/20 | Jamaica − Antigua en Barbuda | 6 − 0   |
| 12 | Saint John's   | 15 november 2019 | CONCACAF Nations League 2019/20 | Antigua en Barbuda − Jamaica | 0 − 2   |

## Samenvatting
| Competitie                 | Totaal gespeeld | Winst Antig. en Barb. | Gelijk | Winst Jamaica | Doelsaldo Antig. en Barb. – Jamaica |
| -------------------------- | --------------- | --------------------- | ------ | ------------- | ----------------------------------- |
| WK-kwalificatie            | 2               | 0                     | 1      | 1             | 1 − 4                               |
| CONCACAF Nations League    | 2               | 0                     | 0      | 2             | 0 − 8                               |
| Caribbean Cup              | 4               | 0                     | 0      | 4             | 1 − 9                               |
| Caribbean Cup-kwalificatie | 1               | 1                     | 0      | 0             | 1 − 0                               |
| Vriendschappelijk          | 3               | 0                     | 1      | 2             | 2 − 5                               |
| Totaal                     | 12              | 1                     | 2      | 9             | 5 − 26                              |

Wedstrijden bepaald door strafschoppen worden, in lijn met de FIFA, als een gelijkspel gerekend.